# 鮑勃敦 (伊利諾伊州)
鮑勃敦（英語：Bobtown）是位於美國伊利諾伊州默納德縣的一個非建制地區。該地的面積和人口皆未知。

## 地理
鮑勃敦的座標為40°04′34″N 89°59′17″W / 40.07611°N 89.98806°W，而該地的平均海拔高度為159米（即522英尺）。